# Sanibel
Sanibel és una població dels Estats Units a l'estat de Florida. Segons el cens de l'1 de juliol de 2006 tenia 6.066 habitants.

## Demografia
Segons el cens del 2000, Sanibel tenia 6.064 habitants, 3.049 habitatges, i 2.125 famílies. La densitat de població era de 136 habitants/km².
Dels 3.049 habitatges en un 10,7% hi vivien nens de menys de 18 anys, en un 65,3% hi vivien parelles casades, en un 3,2% dones solteres, i en un 30,3% no eren unitats familiars. En el 25,9% dels habitatges hi vivien persones soles el 14,7% de les quals corresponia a persones de 65 anys o més que vivien soles. El nombre mitjà de persones vivint en cada habitatge era d'1,99 i el nombre mitjà de persones que vivien en cada família era de 2,33.
Per edats la població es repartia de la següent manera: un 10,1% tenia menys de 18 anys, un 1,7% entre 18 i 24, un 12,4% entre 25 i 44, un 35,8% de 45 a 60 i un 40% 65 anys o més.
L'edat mediana era de 60 anys. Per cada 100 dones de 18 o més anys hi havia 88,9 homes.
La renda mediana per habitatge era de 79.044 $ i la renda mediana per família de 92.455 $. Els homes tenien una renda mediana de 40.641 $ mentre que les dones 27.481 $. La renda per capita de la població era de 66.912 $. Entorn del 2% de les famílies i el 3,2% de la població estaven per davall del llindar de pobresa.

## Poblacions més properes
El següent diagrama mostra les poblacions més properes.